# Ray Dorset
Raymond Edward Dorset, detto Ray (Ashford, 21 marzo 1946), è un chitarrista e cantante britannico, fondatore dei Mungo Jerry.
Ha composto la maggior parte dei successi della band, compreso il successo In the Summertime.

## Carriera musicale
Nel 1968 Dorset formò il gruppo Good Earth, con i quali registrò l'album It's Hard Rock And All That.
Nel 1970 il gruppo cambiò nome in Mungo Jerry.
Oltre alla chitarra, ha suonato altri strumenti in studio di registrazione, come l'armonica, il kazoo, l'accordion e le tastiere.

## Vita privata
Ray vive con la terza moglie, Britta, a Bournemouth. Ha avuto sei figli.
In un'intervista del 2014 ha detto di avere anche tre nipoti e di essersi sposato per la terza volta nel 1995.

## Discografia

### Album
- 1970 - Mungo Jerry
- 1971 - Electronically Tested
- 1971 - You Don't Have to Be in the Army
- 1972 - Boot Power
- 1974 - Long Legged Woman Dressed in Black
- 1975 - Impala Saga
- 1977 - Ray Dorset & Mungo Jerry
- 1977 - Lovin' in the Alleys and Fightin' in the Streets
- 1981 - Together Again
- 1982 - Boogie Up
- 1984 - Katmandu - A Case for the Blues (con Peter Green e Vincent Crane)
- 1991 - Snakebite
- 1997 - Old Shoes New Jeans
- 2001 - Candy Dreams
- 2003 - Adults Only
- 2007 - Naked – From the Heart
- 2007 - When She Comes, She Runs All Over Me

#### Raccolte
- 1987 - All the Hits Plus More
- 2002 - Move On - The Latest and the Greatest
- 2002 - The very best of... Mungo Jerry